# Entertainer
En entertainer er en person, der underholder et publikum. Det kan være med en blanding af viseforedrag, parodier, vittigheder og stand-up eller kun nogle af delene. De fleste stand-up-komikere kan således bedre betegnes som entertainere end skuespillere.